# Kanton Le Nord-Médoc
 Le Nord-Médoc  is een kanton van het Franse departement Gironde. Het kanton maakt deel uit van het arrondissement Lesparre-Médoc en telt 40.957 inwoners in 2018.
Het kanton werd gevormd ingevolge het decreet van 20 februari 2014 met uitwerking op 22 maart 2015 met Lesparre-Médoc als hoofdplaats.

## Gemeenten
Het kanton Le Nord-Médoc omvatte bij zijn oprichting de 29 gemeenten van de kantons Lesparre-Médoc, Pauillac en Saint-Vivien-de-Médoc.
Door de samenvoeging op 1 januari 2019 van de gemeenten Blaignan en Prignac-en-Médoc tot de fusiegemeente (commune nouvelle) Blaignan-Prignac omvat het kanton sindsdien de volgende gemeenten:
- Bégadan
- Blaignan-Prignac
- Cissac-Médoc
- Civrac-en-Médoc
- Couquèques
- Gaillan-en-Médoc
- Grayan-et-l'Hôpital
- Jau-Dignac-et-Loirac
- Lesparre-Médoc
- Naujac-sur-Mer
- Ordonnac
- Pauillac
- Queyrac
- Saint-Christoly-Médoc
- Saint-Estèphe
- Saint-Germain-d'Esteuil
- Saint-Julien-Beychevelle
- Saint-Sauveur
- Saint-Seurin-de-Cadourne
- Saint-Vivien-de-Médoc
- Saint-Yzans-de-Médoc
- Soulac-sur-Mer
- Talais
- Valeyrac
- Vendays-Montalivet
- Vensac
- Le Verdon-sur-Mer
- Vertheuil